# ونونا دوم
ونونا دوم (به انگلیسی: Wenonah II) یک کشتی است که طول آن ۱۲۶ فوت (۳۸ متر) می‌باشد. این کشتی در سال ۱۸۶۶ ساخته شد.